# Suryam
Suryam (telugu : సూర్యం ) est un film indien réalisé par Samudra V., sorti le 2 décembre 2004. 
Le film met en vedette Mohan Babu, Vishnu Manchu et Celina Jaitley.

## Distribution
- Mohan Babu
- Vishnu Manchu
- Celina Jaitley